# Parc Nacional d'Iriqui
El Parque nacional d'Iriqui és un espai protegit en el sud-est del Marroc. Ocupa l'espai entre el riu Draa i els contraforts del sud de l'Anti-Atles, a les províncies de Zagora i Tata. És un parc saharià creat en 1994 per a les espècies dèsertiques.

## Flora i fauna
El parc es caracteritza pel paisatge típic del desert del sud del Marroc. La vegetació està representada per una arbrada estepa i sabana amb acàcies. Algunes de les seves dunes són cobertes de tamarix.
Durant els períodes humits, el llac Iriqui es converteix en un aiguamoll temporal, un port d'escala i lloc d'hivernada per a les aus aquàtiques migratòries, incloent flamencs, fotges i oques, el que dona al parc un caràcter ecològic important. La rehabilitació de l'aiguamoll era un dels objectius principals quan es va crear el parc.
Al parc hi ha exemplars de pioc hubara, estruç del Sàhara, arruí, gasela comuna, òrix i hiena ratllada. També hi ha un gran nombre de rèptils com llangardaixos, varànids, camaleons, gecos i diferents varietats de serps.

## Població humana
A part d'unes poques famílies assentades dins del parc, tota la població humana de la zona són nòmades. Aquestes últimes, majoritàriament de M'hamid El Ghouzlane practiquen la transhumància al llarg del circuit de Figuig a Tan-Tan. L'àrea d'Iriqui és el lloc principal per al pasturatge causa del seu bon potencial de pastures.

## Turisme
El ric paisatge i el patrimoni cultural de la regió dona al parc un important potencial ecoturístic que és una palanca per al desenvolupament econòmic local. El seu establiment és part d'una estratègia per impulsar el turisme al sud del Marroc, que podria convertir-se en última instància en un important instrument per a la promoció i desenvolupament de les zones del Sàhara.

## Galeria

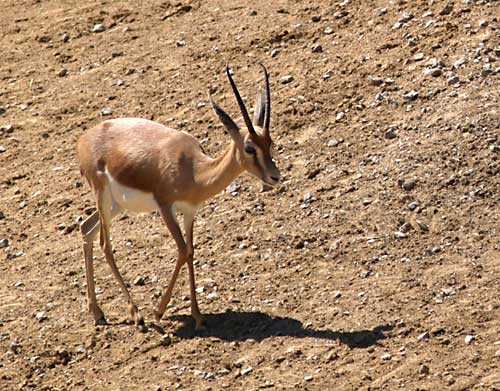
Gasela comuna (Gazella dorcas)
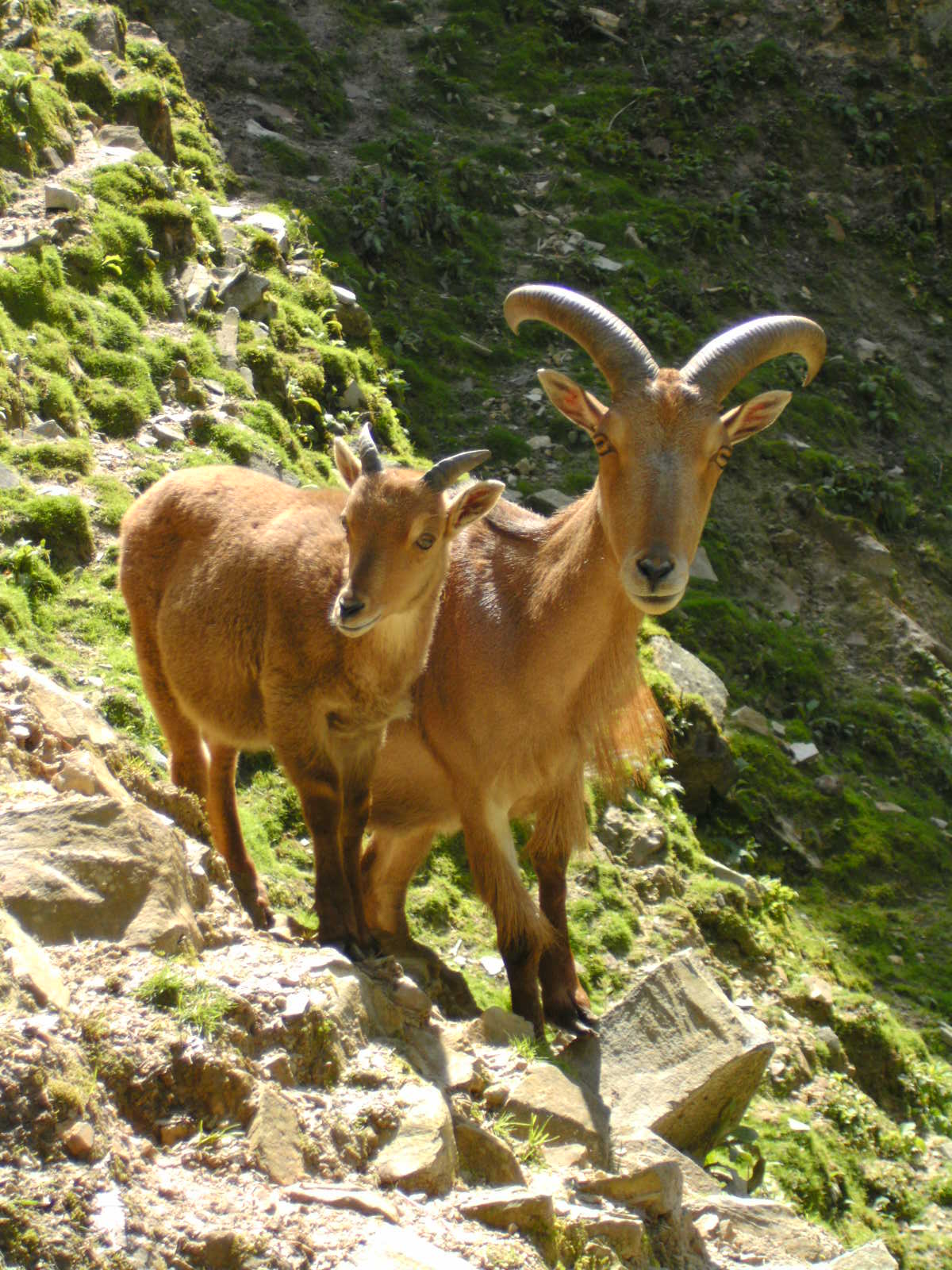
Arruí (Ammotragus lervia)
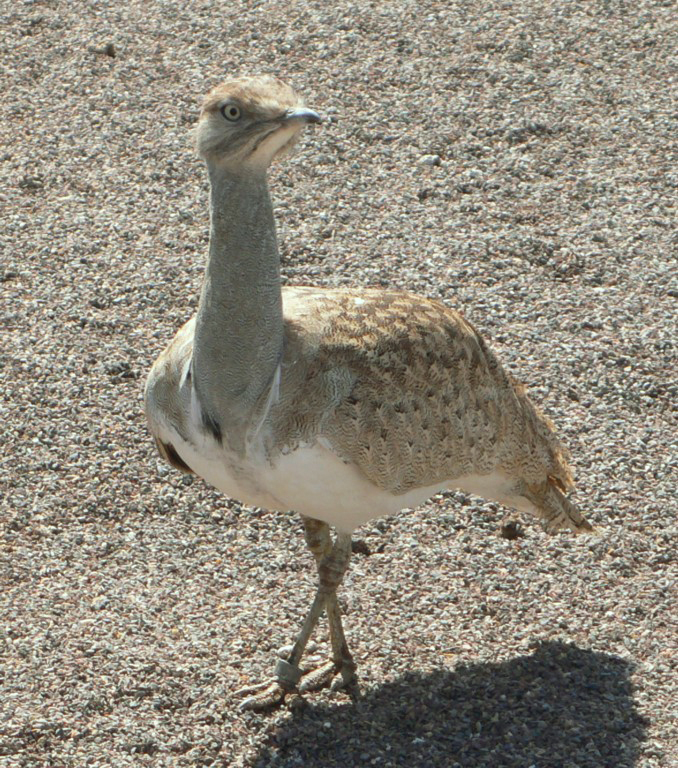
Pioc hubara (Chlamydotis undulata)
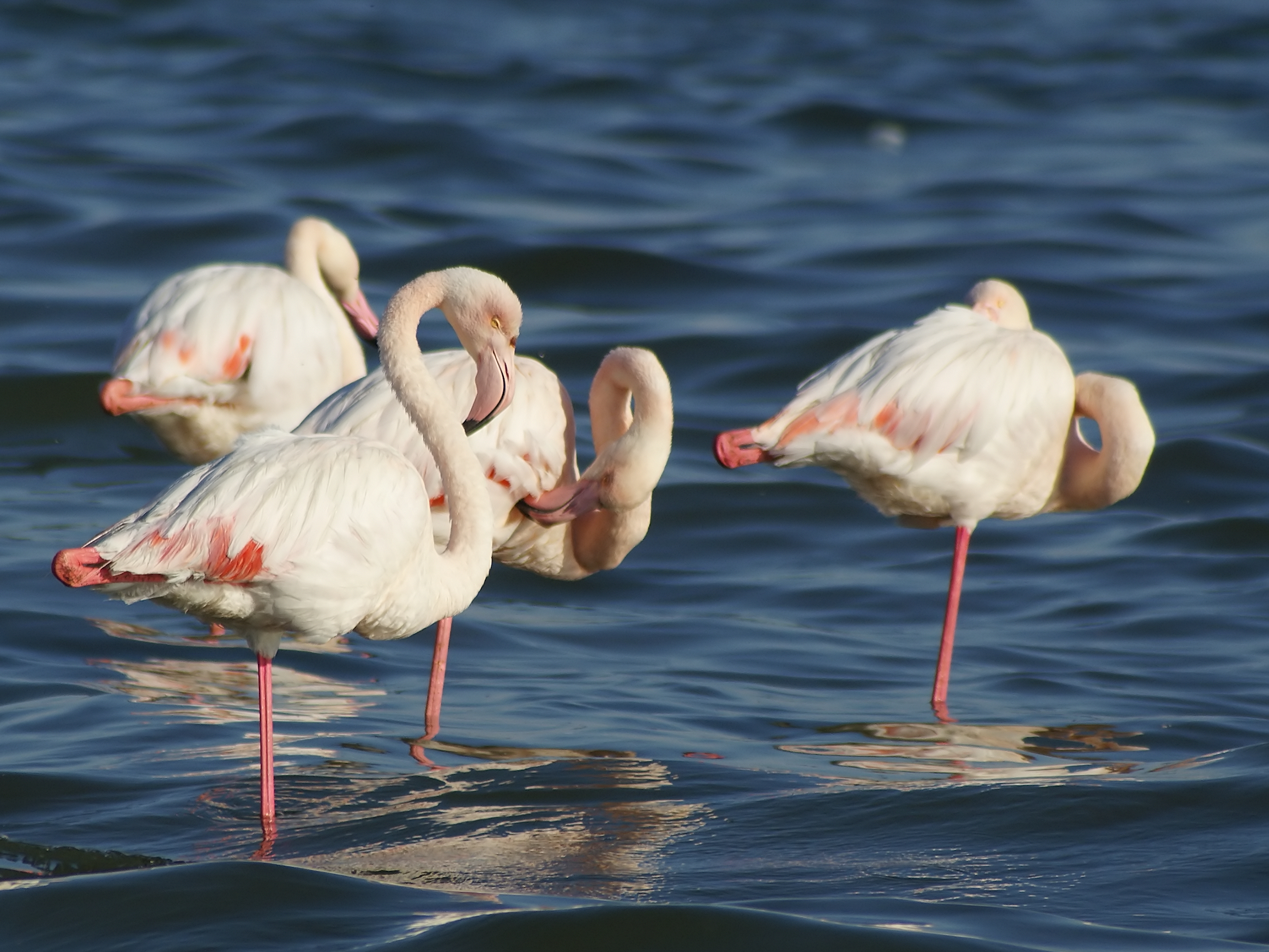
Le Flamenc rosat (Phoenicopterus roseus)